# Ledeberg
Ledeberg est une section de la ville belge de Gand située en Région flamande dans la province de Flandre-Orientale.
Commune indépendante jusqu'en 1977, elle se situe au Sud-Est du centre historique de Gand, sur les rives de l'Escaut, et comptait 8454 habitants lors du recensement de 2007. Avec une superficie de 1,09 km², Ledeberg est la section la plus petite, mais aussi la plus densément peuplée de Gand. Forte d'une riche histoire industrielle et ouvrière tout au long du XXe siècle, elle s'est en partie reconvertie dans les services.

## Personnalités
- Constant Prosper Hoste (1873-1917), artiste peintre, est né à Ledeberg ;
- Palmyre Buyst (1875-1957), pianiste, professeure de musique et compositrice, est née à Ledeberg.